# Вакири
Вакири (груз. ვაქირი) — село в Грузии, в муниципалитете Сигнахи края Кахетия. 
Расположено на высоте 420 метров, в 9 км от города Сигнахи. По данным переписи 2014 года в селе 1950 жителей.

## Достопримечательности
- Базилика Святого Иоанна Крестителя (VI—VII век).
- Мемориальный музеи Васо Годзиашвили[2][3]

## Известные жители
В 1772 году родился Иване Хелашвили (Иона) — иеромонах, грузинский церковный писатель и общественный деятель.
14 (27) ноября 1905 года родился Васо Годзиашвили (1905—1976) — советский грузинский актёр театра и кино. Народный артист СССР.